# Careproctus pallidus
Careproctus pallidus är en fiskart som först beskrevs av Vaillant, 1888.  Careproctus pallidus ingår i släktet Careproctus och familjen Liparidae. IUCN kategoriserar arten globalt som otillräckligt studerad. Inga underarter finns listade.